# Pereda-palota
A Pereda-palota az argentin főváros, Buenos Aires egyik jellegzetes épülete, ma a brazil nagykövetség otthona.

## Története
A palotát névadója, Celedonio Pereda és felesége, María Justina Girado építtette. Pereda a francia Louis Martint bízta meg a tervezéssel, és kifejezetten azt kérte tőle, hogy az épület a Párizs 8. kerületében található Jacquemart-André Múzeum utánzata legyen, méghozzá ne csak külsejében, hanem belsejét és kertjeit tekintve is. Az építés 1919-ben kezdődött meg (más forrás szerint 1917 körül), de Pereda és Martin között hamar vita alakult ki, ugyanis előbbi azt szerette volna, ha a belső lépcsők is azonosak lennének a múzeuméival, ám ez lehetetlennek bizonyult a szűkös előcsarnok miatt. A vita odáig fajult, hogy 1920-ban Pereda elbocsátotta Martint, és helyette Julio Dormalt bízta meg a folytatással. Az építkezés végül 1936-ban fejeződött be. A belső díszítést Maison Jansen végezte, több festményt, amelyek ma a mennyezetet díszítik, Josep Maria Sert készített és küldött el Európából.
1935-ben Getúlio Vargas brazil elnök is ellátogatott ide (erről ma egy márványból készült emléktábla is megemlékezik), majd 1938-ban João Batista Luzardo brazil nagykövet is járt itt, akinek annyira megtetszett a palota, hogy a brazil kormány végül ajánlatot tett az épület megvásárlására. Erre végül 1944-ben vagy 1945-ben került sor, amikor Peredáék elköltöztek. A nagykövetség azóta működik a palotában, amely később kétszer (1989-ben és 2015-ben) esett át nagyobb felújításon.

## Az épület
A négyszintes palota Buenos Aires tengerpartjához közel, Recoleta városrészben, a retirói vasútállomástól néhány saroknyira található, beszorítva két magasabb épület közé. Északi oldalán terül el a háromszög alakú kis tér, a Plazoleta Carlos Pellegrini, tőle keletre pedig kevesebb mint 100 méter távolságra található a francia nagykövetség épülete. A párizsi Jacquemart-André Múzeum mintájára épült Pereda-palota a Buenos Aires-i 20. század eleji városépítészet francia stílusok által való befolyásoltságának legjellegzetesebb példája. Érdekessége, hogy főhomlokzata a belső udvar felé néz, az utcáról a hátulja látható.
A felső, nem látogatható szinten a brazil nagykövet magánlakórésze található, az épület mögött pedig egy kis kert helyezkedik el vízmedencével és egy kőből kirakott ösvénnyel. Az emeleti termekben igen figyelemre méltó a díszítés, az Arany Szalonban található például Cert Vadászó Diána-festménye, az ebédlőben egy Don Quijote-ábrázolás, a zeneszoba freskóin pedig hegedűk jelennek meg. Az egyik, akrobatákat ábrázoló festményen a Pereda család egyik lányát, Susanát is megörökítették. A legtöbb helyiség falait szlavóniai tölgyfával burkolták, de az ebédlőben (ahol egy díszes csillár is található) diófát használtak. A könyvtárszoba berendezése (benne egy Tudor-stílusú kandalló) is a régi korokat idézi. Jellegzetesek az épület bronz alapzatú, aranyozott díszítésű márványoszlopai is, valamint a lépcsőházat megvilágító hatalmas ablak. A lépcsők alatt ma is megvan egy régi keresztelőkút, amelyet még a Pereda család használt. Nincs rá bizonyíték, de feltételezik, hogy a házaspár hat gyermeke is ebben az épületben született, méghozzá egy első szinti helyiségben, amely ma kápolnaként szolgál.

## Képek

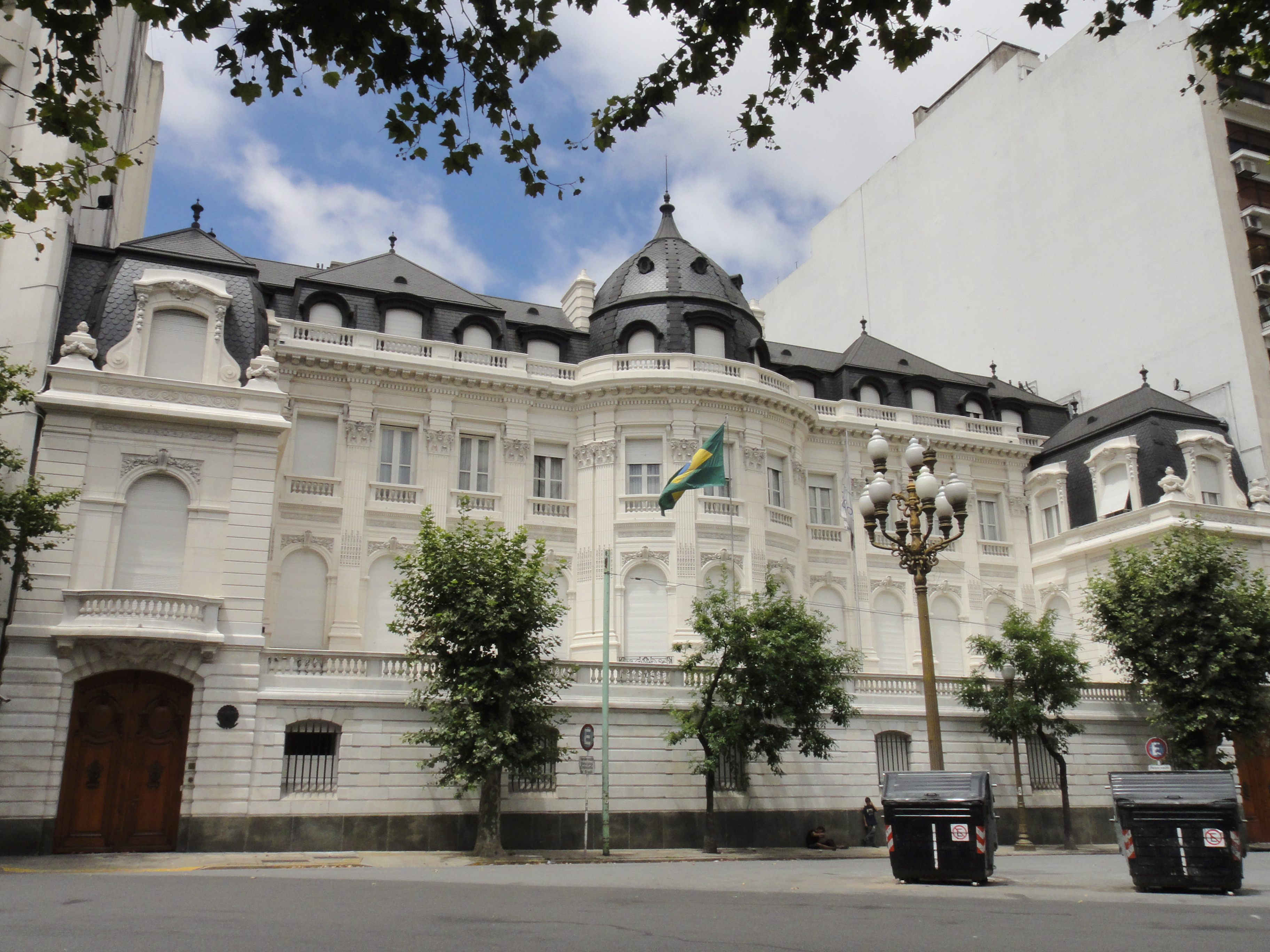
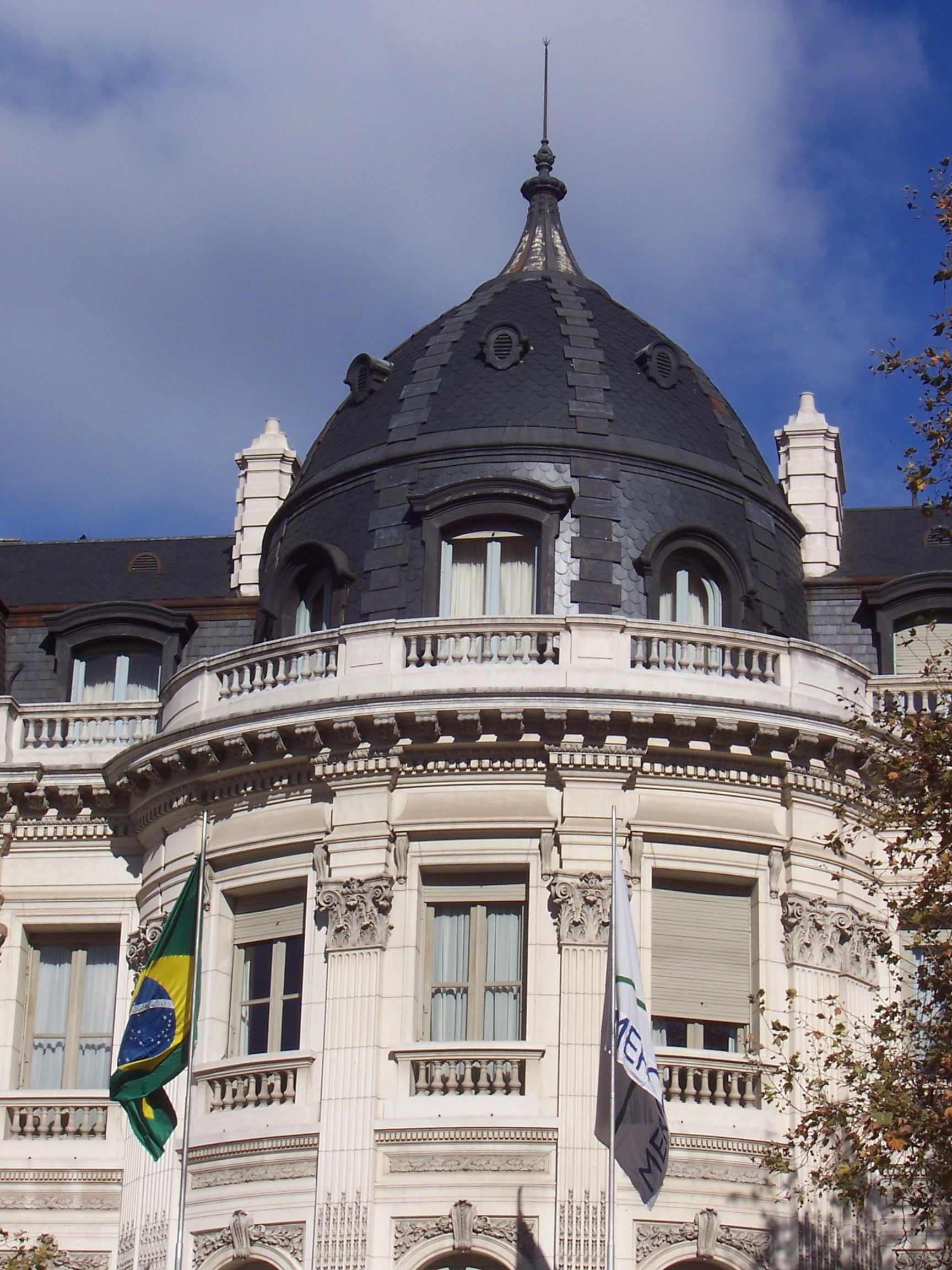
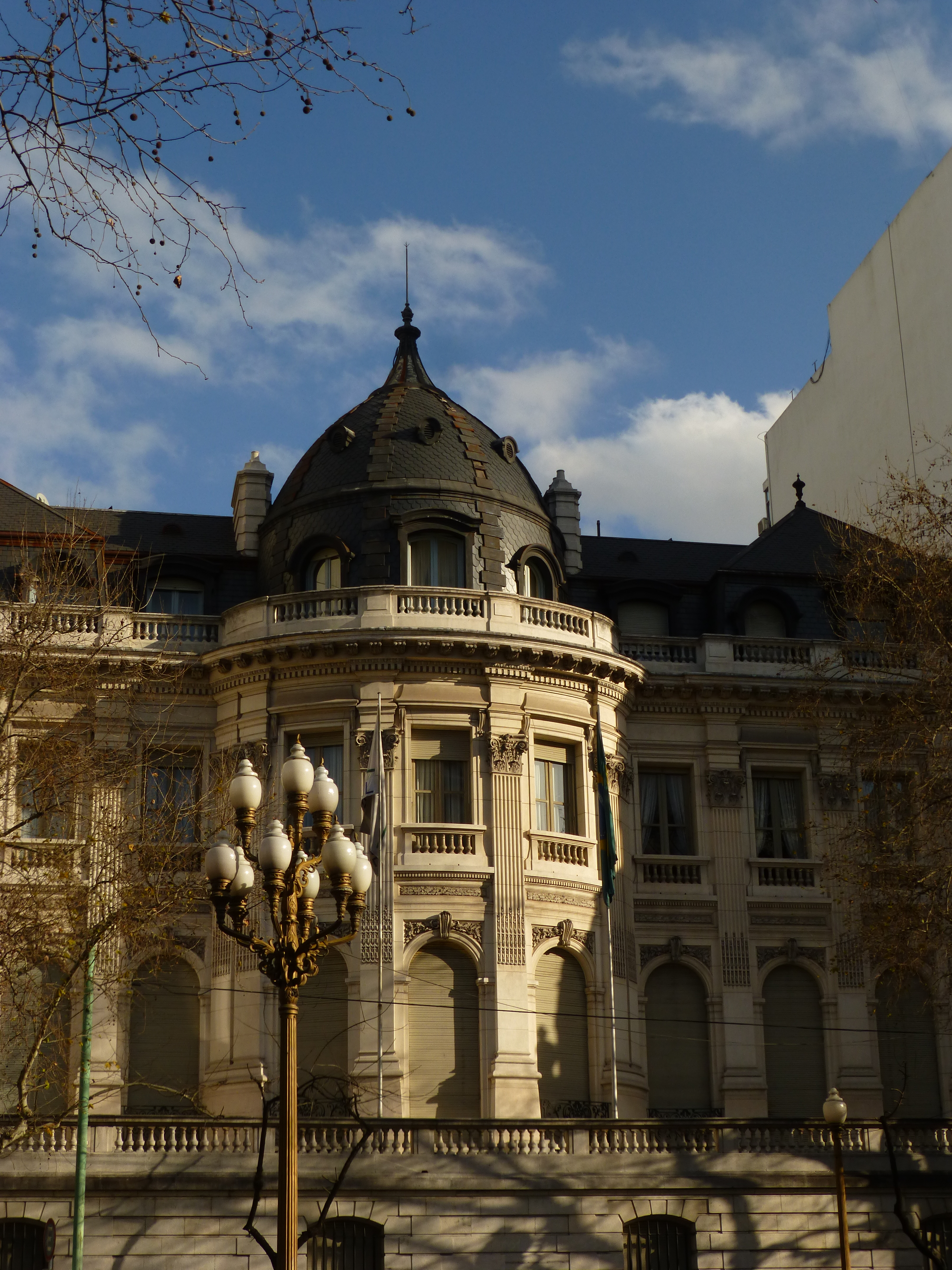
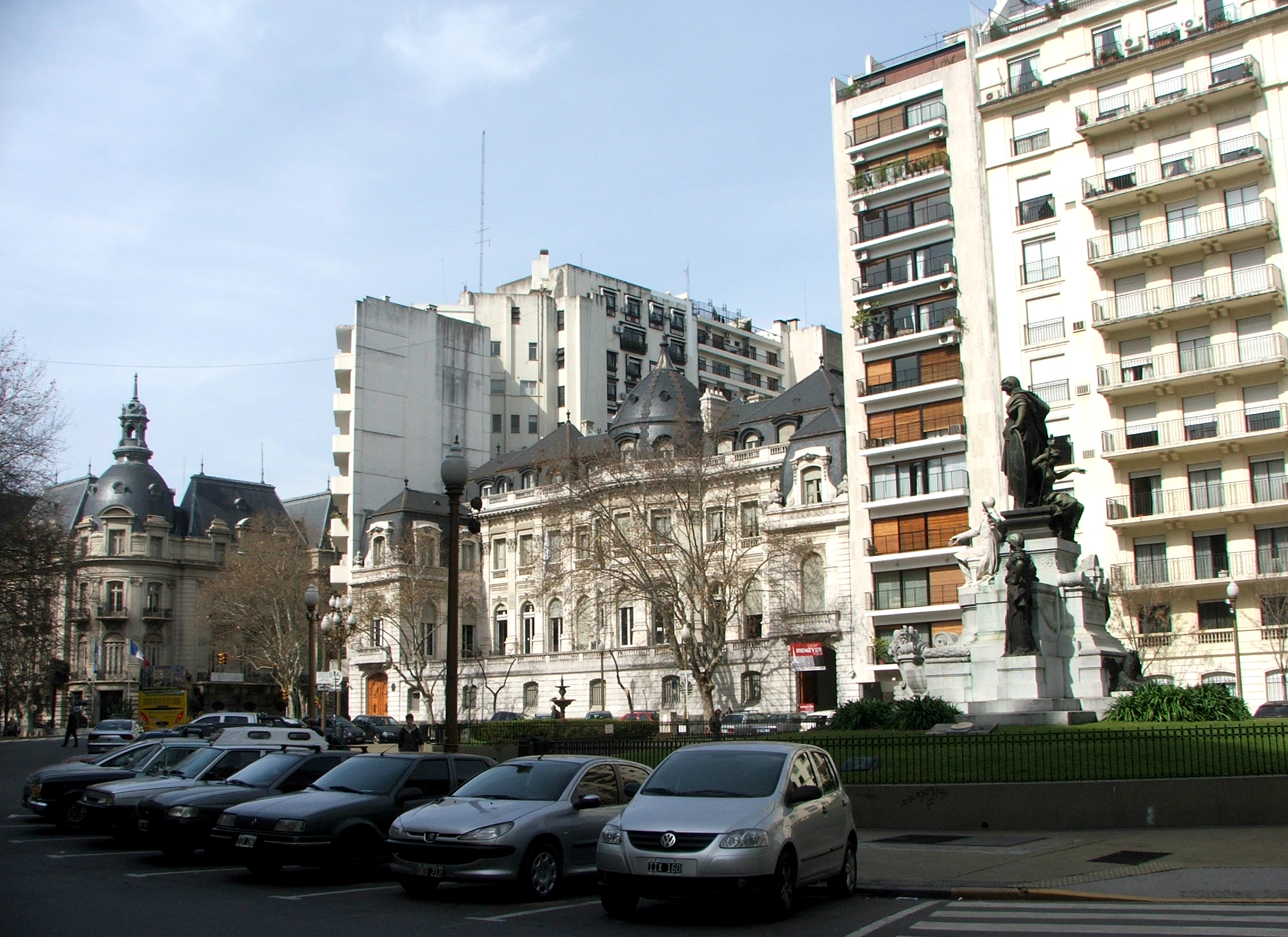